# كأس البرازيل 1993
كأس البرازيل 1993 هو الموسم 5 من كأس البرازيل. أقيم خلال الفترة 2 مارس 1993 وحتى 3 يونيو 1993، وأشرف على تنظيمه اتحاد البرازيل لكرة القدم، وكان عدد الأندية المشاركة فيه 32، وفاز فيه نادي كروزيرو.